# Canton de Collobrières
Le canton de Collobrières est une division administrative française située dans le département du Var et la région Provence-Alpes-Côte d'Azur.

## Géographie
Ce canton est organisé autour de Collobrières dans l'arrondissement de Toulon. Son altitude varie de 0 m (Bormes-les-Mimosas) à 776 m (Collobrières) pour une altitude moyenne de 123 m.

## Représentation

### Conseillers généraux de 1833 à 2015
| Période | Période          | Identité                            | Étiquette    | Qualité |
| ------- | ---------------- | ----------------------------------- | ------------ | --- |
| 1833    | 1852             | Jean-Joseph Coulomb                 |              | Juge d'instruction, puis Vice-Président du Tribunal civil de Draguignan                                           |
| 1852    | 1855             | Baron Louis Dubourdieu (1804-1857)  |              | Vice-amiral, préfet maritime de Toulon, sénateur, propriétaire à Toulon                                           |
| 1855    | 1870             | Adolphe-Auguste Chappon (1803-1871) |              | Propriétaire du Fort de Brégançon à Bormes                                                                        |
| 1870    | 1871             | Camille Auméran (né en 1826)        | Républicain  | Maréchal ferrant, maire de Collobrières                                                                           |
| 1871    | 1877             | Hermann Sabran                      | Droite       | Avocat à Lyon, président du conseil général des hospices de Lyon, propriétaire du Fort de Brégançon à Bormes      |
| 1877    | 1878 (démission) | Auguste Maurel                      | Républicain  | Avocat, député (1881-1888)                                                                                        |
| 1878    | 1883             | Alexandre Léon Vigourel             | Républicain  | Pharmacien, maire de Bormes (1878-1911)                                                                           |
| 1883    | 1889             | Édouard Marie Heckel                | Républicain  | Botaniste, médecin et pharmacien Professeur à la Faculté des Sciences de Marseille                                |
| 1889    | 1893 (démission) | Pierre-Eugène Bella (1829-1906)     |              | Percepteur en retraite, rentier à Hyères Démissionnaire pour raison de santé                                      |
| 1893    | 1895             | Cyrus-Probace-Honoré Hugues         | Socialiste   | Maire, pharmacien à La Seyne                                                                                      |
| 1895    | 1901             | Edouard-Albert-Achille Flory        | Rad.         | Négociant au Lavandou, conseiller d'arrondissement                                                                |
| 1901    | 1905 (démission) | Jean Antelme                        | Rad.         | Ingénieur-expert à La Seyne Adjoint au Maire de Collobrières                                                      |
| 1905    | 1911 (décès)     | Alexandre Vigourel                  | Rad.soc.     | Pharmacien Maire de Bormes (1878-1911)                                                                            |
| 1911    | 1940             | Léon Chommeton                      | SFIO         | Instituteur puis propriétaire-exploitant Maire de Bormes (1912-1944) Député (1928-1936)                           |
| 1945    | 1970             | Marius Dorie (1887-1982)            | SFIO         | Pharmacien Maire du Lavandou (1945-1955 puis 1959-1971)                                                           |
| 1970    | 1982             | Louis Ravello                       | SFIO puis PS | Conseiller municipal puis adjoint au maire du Lavandou                                                            |
| 1982    | 1988             | Jean-François Tézenas               | UDF-PR       | Viticulteur à Bormes-les-Mimosas                                                                                  |
| 1988    | 2001             | Louis Faedda                        | DVD puis RPR | Entrepreneur Maire du Lavandou (1977-1995)                                                                        |
| 2001    | 2015             | Albert Vatinet                      | DVD          | Professeur de lettres modernes retraité Maire de Bormes-les-Mimosas (1995-2014) Vice-Président du Conseil Général |

### Conseillers d'arrondissement (de 1833 à 1940)
| Période                                  | Période | Identité                                                   | Étiquette      | Qualité |
| ---------------------------------------- | ------- | ---------------------------------------------------------- | -------------- | --- |
| 1833                                     | 1837    | Jacques-André André                                        |                | Principal du collège de Toulon                                                                              |
| 1838                                     | 1852    | César Jean-Baptiste Brémond de Léoube (né en 1811)         |                | Avocat, propriétaire à Collobrières                                                                         |
| 1852                                     | 1861    | Bormes-Toussaint-Polyeucte-Hélyodore Honnoraty (1801-1872) |                | Notaire, maire de Bormes                                                                                    |
| 1861                                     | 1867    | César Jean-Baptiste Brémond de Léoube                      |                | Avocat, propriétaire à Collobrières                                                                         |
| 1867                                     | 1870    | Louis-Jean-Jacques Grognier (1812-1888)                    |                | Ingénieur civil, maire de Collobrières                                                                      |
| 1871                                     | 1883    | Camille Auméran                                            | Républicain    | Propriétaire, maréchal ferrant, ancien conseiller général, Collobrières                                     |
| 1883                                     | 1889    | Fernand-Ulysse Mouton                                      |                | Serrurier au Lavandou                                                                                       |
| 1889                                     | 1895    | Edouard Albert Achille Flory                               | Républicain    | Négociant au Lavandou                                                                                       |
| 1895                                     | 1904    | M. Raynaud                                                 | Radical        | |
| 1904                                     | 1910    | Clément Abbé (1879-1949)                                   | Rad. puis SFIO | Confiseur à Collobrières                                                                                    |
| 1910                                     | 1928    | Émile Samat                                                | SFIO           | Propriétaire, conseiller municipal de Collobrières                                                          |
| 1928                                     | 1940    | Victor Mathieu (1892-1968)                                 | SFIO           | Instituteur à Collobrières Déclaré démissionnaire d'office en 1943                                          |
| 1940                                     |         |                                                            |                | Les conseils d'arrondissement ont été suspendus par la loi du 12 octobre 1940 et n'ont jamais été réactivés |
| Les données manquantes sont à compléter. |         |                                                            |                | |

## Composition
Le canton de Collobrières groupe 3 communes et compte 14 818 habitants (recensement de 2010 sans doubles comptes).
| Nom                      | Code Insee | Intercommunalité                 | Superficie (km2) | Population (dernière pop. légale) | Densité (hab./km2) |
| ------------------------ | ---------- | -------------------------------- | ---------------- | --------------------------------- | ------------------ |
| Collobrières (chef-lieu) | 83043      | CC Méditerranée Porte des Maures | 112,68           | 1 921 (2014)                      | 17                 |
| Bormes-les-Mimosas       | 83019      | CC Méditerranée Porte des Maures | 97,32            | 7 839 (2014)                      | 81                 |
| Le Lavandou              | 83070      | CC Méditerranée Porte des Maures | 29,65            | 5 246 (2014)                      | 177                |

## Démographie
| 1962  | 1968  | 1975  | 1982  | 1990   | 1999   | 2006   | 2007 | 2008   |
| ----- | ----- | ----- | ----- | ------ | ------ | ------ | ---- | ------ |
| 6 671 | 7 412 | 8 026 | 9 445 | 11 730 | 13 394 | 14 522 | -    | 14 829 |

| 2009   | - | - | - | - | - | - | - | - |
| ------ | - | - | - | - | - | - | - | - |
| 14 911 | - | - | - | - | - | - | - | - |